# Патроклос
Па́троклос, Гайдурониси (греч. Πάτροκλος ή Γαϊδουρονήσι) — небольшой греческий необитаемый остров в заливе Сароникосе, в 850 метрах от южного побережья Аттики.
В античной географии был известен как ограда Патрокла (др.-греч. Πατρόκλου χάραξ). Назван в честь Патрокла, наварха Птолемея II.

## География
Остров расположен в 3 км от мыса Суниона и в 65 км от Афин. Длина острова 2,5 км, ширина 1,5 км. Наибольшая высота 240 метров. Административно остров принадлежит к общине (диму) Лавреотики в Восточной Аттике в периферии Аттике.

## История и название

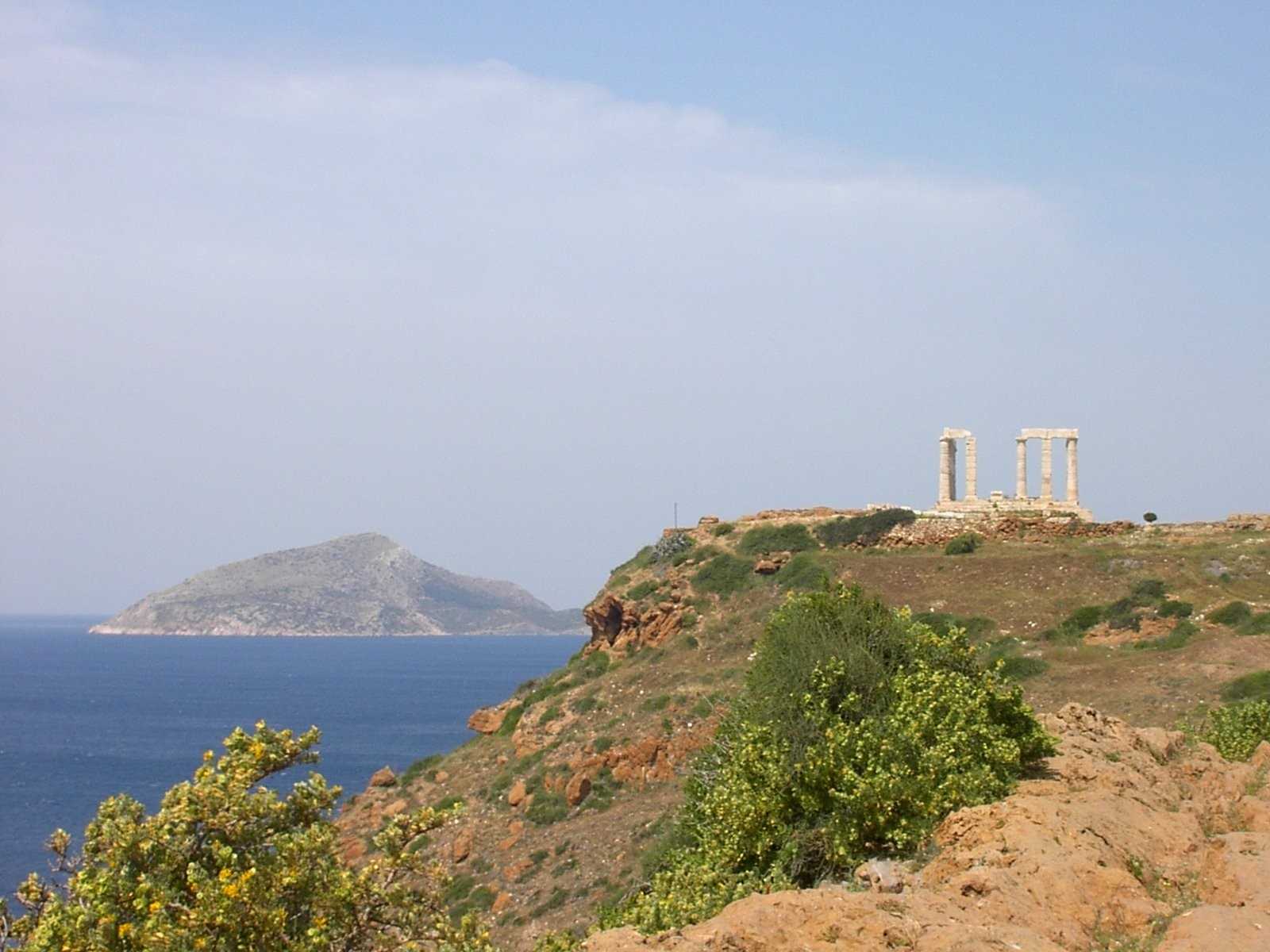
Вид на остров с мыса Суниона

Остров получил своё название от Патрокла Македонянина, наварха царя Египта Птолемея II. Патрокл был главнокомандующим экспедиционного корпуса, отправленного в Грецию в начале Хремонидовой войны. Павсаний в своём «Описании Эллады» описывает укрепления, возведённые на острове Патроклом, после того как он прибыл с египетскими триерами, посланный Птолемеем на помощь афинянам против Антигона. Первоначально остров именовался ограда Патрокла (греч. Πατρόκλου χάραξ). Со временем островок стал именоваться просто Патроклос. Местные рыбаки в силу отсутствия на островке деревьев часто вульгарно именуют его Гайдурониси (Γαϊδουρονήσι — «Ослиный остров»).

## Кораблекрушение
Скалы острова Патроклос являются местом одной из самых больших морских трагедий, произошедших в греческих водах в XX веке. 12 февраля 1944 года норвежский пароход «Ориа» с итальянскими военнопленными, интернированными немецкими оккупационными властями, налетел на скалы в южной части острова и затонул. Погибли 4074 человека, из них 4003 итальянца.
Греческие водолазы-любители наладили связь с родственниками итальянских военнопленных в Италии и периодически передают им найденные и идентифицированные личные вещи погибших. Муниципалитет Лавриона обратился в 2011 году с предложением к президенту Италии Джорджо Наполитано об установке на острове скромного памятника жертвам кораблекрушения.

## Современность

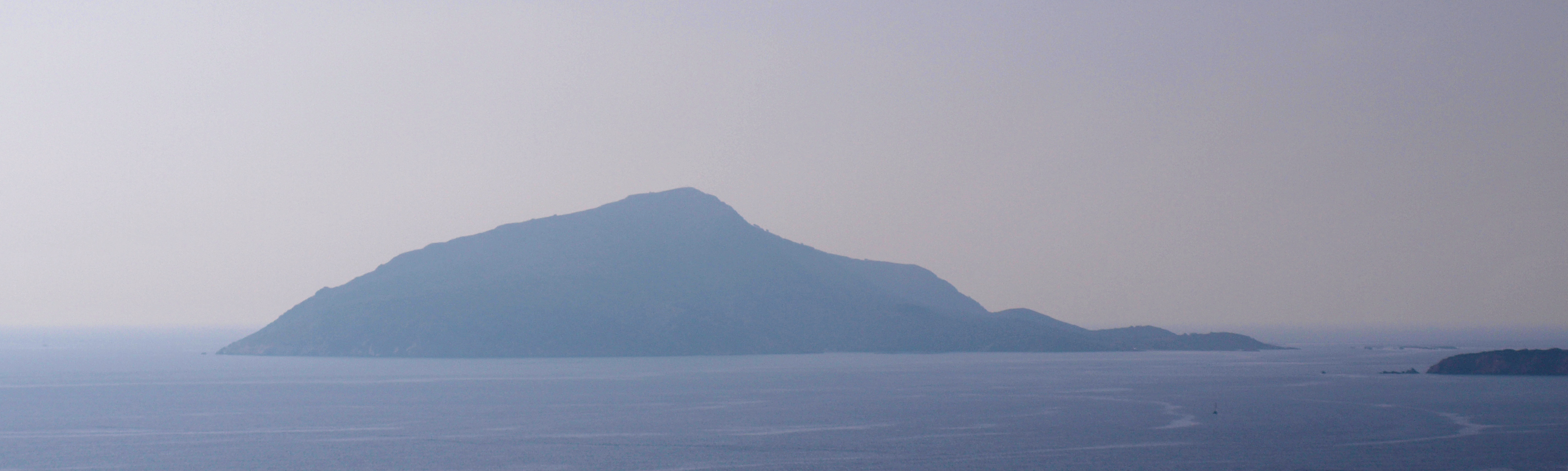
Панорама острова

Островок находится в частном владении и принадлежит семье юристов Ятракос. Островок выставлялся на продажу. В силу своей близости к побережью, греческой столице, храму Посейдона на мысе Сунионе, а также к международному аэропорту Афин островок вызывает большой интерес у инвесторов. Среди инвесторов числился и сын Ариеля Шарона. Ожидалось, что сумма сделки превысит 100 млн евро, а островок станет туристическим курортом и стоянкой яхт. В итоге остров оказался в центре коррупционного скандала с участием премьер-министра Израиля.